# Rosey
Rosey é uma comuna francesa na região administrativa de Borgonha-Franco-Condado, no departamento Saône-et-Loire. Estende-se por uma área de 4,22 km². Em 2010 a comuna tinha 166 habitantes (densidade: 39,3 hab./km²).